# Władysław Wołoszyn
Władysław Wołoszyn (ur. 22 maja 1929 w Hucie Lubyckiej, zm. 29 listopada 2021 w Gdyni) – jezuita, wieloletni duszpasterz akademicki w Toruniu.

## Życiorys
Syn Karola i Anieli z d. Ważnej. W latach 1940–1946 przebywał z rodziną na zesłaniu na Syberii. W 1948 wstąpił do zakonu jezuitów gdzie otrzymał w 1959 święcenia kapłańskie. Również jego dwaj bracia Tadeusz oraz Mieczysław byli jezuitami.

### Duszpasterz akademicki w Toruniu 1963-1988
W 1963 r. został duszpasterzem akademickim w Toruniu. Dzięki niemu Duszpasterstwo Akademickie OO. Jezuitów stało się ważnym ośrodkiem niezależnego życia duchowego, intelektualnego i kulturalnego w Toruniu. Duszpasterstwo było przez niego prowadzone w 11 nurtach: liturgicznym, konfesjonałowym, konferencyjnym, wspólnotowym, przygotowania do małżeństwa, kulturowym, czytelniczym, rekolekcyjno-skupieniowym, prawniczym, studyjno-dyskusyjnym (dla pracowników naukowych) i wakacyjnym. Duszpasterstwo akademickie współpracowało z Klubem Inteligencji Katolickiej w Toruniu, którego o. Wołoszyn był asystentem kościelnym.
Studentów UMK i innych zainteresowanych przyciągały organizowane przez o. Wołoszyna spotkania z gośćmi takimi jak: Kard. Karol Wojtyła, Roman Brandstaetter, Stefan Kisielewski, Tadeusz Mazowiecki, Stanisław Stomma, Andrzej Wieloweyski, Władysław Bartoszewski, Bohdan Cywiński, ks. Michał Heller czy ks. Józef Tischner.
Na zaproszenie o. Wołoszyna prelekcje wygłaszali nie tylko przyjezdni goście ze środowiska krakowskiego i warszawskiego, ale też miejscowi profesorowie z UMK: Stanisław Salmonowicz, Marian Kallas, Konrad Górski, Karol Górski i Janusz Małłek.
Do duszpasterstwa akademickiego o. Władysława Wołoszyna uczęszczali podczas studiowania na UMK m.in. Janina Ochojska, Andrzej Tyc i Stefan Frankiewicz.
O. Wołoszyn od roku 1980 współpracował z uniwersyteckimi i regionalnymi organami „Solidarności”. Przejął patronat nad Niezależnym Zrzeszeniem Studentów. Udzielał pomocy studentom podczas strajków.

### Po opuszczeniu Torunia
W 1988 został przeniesiony do Poznania. Działał tam w Radzie Kultury Niezależnej. Był inicjatorem Ośrodka Kultury Chrześcijańskiej działającego przy kościele Księży Jezuitów (1989) gdzie uruchomił Studium Myśli Chrześcijańskiej. Przyczynił się wraz ze Związkiem Polskich Artystów Plastyków oraz osobami związanymi ze środowiskiem kultury niezależnej lat 80., do powstania Galerii U Jezuitów (1992). Zajmował się prowadzeniem paneli dyskusyjnych dotyczących zagadnień współczesnej polityki, nauki, sztuki, filozofii i teologii.
W 2009 przeniesiony do Bydgoszczy. Od lutego 2018 przebywał we wspólnocie jezuitów w Gdyni.

## Pogrzeb i upamiętnienie
Pogrzeb Władysława Wołoszyna odbył się 4 grudnia 2021 r. w kościele akademickim oo. Jezuitów w Toruniu. Przed mszą żałobną czterominutowe warty honorowe przy trumnie pełnili wychowankowie o. Wołoszyna, członkowie NSZZ ,,Solidarność", strażnicy miejscy, studenci - członkowie Duszpasterstwa Akademickiego o.o. jezuitów, członkowie Klubu Inteligencji Katolickiej w Toruniu oraz przedstawiciele władz samorządowych (Piotr Całbecki, Marcin Czyżniewski) wraz z rektorem UMK prof. Andrzejem Sokalą. Kazanie wygłosił zgodnie z wolą zmarłego o. Wacław Oszajca. Staraniem prezesa Klubu Inteligencji Katolickiej w Toruniu, prof. Michała Białkowskiego, uroczystościom pogrzebowym towarzyszył dźwięk dzwonu Tuba Dei. Władysław Wołoszyn został pochowany w grobowcu ojców jezuitów na cmentarzu św. Jerzego przy ul. Gałczyńskiego w Toruniu.
W przeddzień I rocznicy śmierci, 27 listopada 2022 r. w kościele akademickim oo. Jezuitów w Toruniu została odsłonięta wystawa ,,Władysław Wołoszyn. Historia jednego życia" przygotowana przez prof. Michała Białkowskiego.

## Posądzenie o współpracę z SB
Władysław Wołoszyn był także zarejestrowany w aktach Służby Bezpieczeństwa jako tajny współpracownik o pseudonimie „Myśliciel”. Po analizie dokumentów okazało się, że zarejestrowano go bez jego zgody oraz że nie przekazał żadnych ważnych informacji służbom specjalnym. Teczka została założona w wyniku rozmowy z oficerem SB. Ppor. Marek Kuczkowski (patrz Organizacja Anty-Solidarność) w jednym z raportów napisał, że pisemne pokwitowanie współpracy nie zostało pobrane ze względu na specyficzny charakter pozyskania jezuity. Wołoszyn potwierdził rozmowę z oficerem SB, na którą przybył w wyniku oficjalnego wezwania.

## Nagrody i wyróżnienia
- Medal UMK 1945-1985[potrzebny przypis]
- Medal Zasłużony dla Diecezji Chełmińskiej[potrzebny przypis]
- Nagroda Artystów za rok 1995 przyznana przez ZPAP w Poznaniu[potrzebny przypis]
- Odznaka Zasłużony dla Kultury Polskiej[potrzebny przypis]
- Honorowy Obywatel miasta Torunia (od 2003)[potrzebny przypis]